# Grossjöberget
Grossjöberget este o arie protejată (arie specială de conservare — SAC, sit de importanță comunitară — SCI, arie de protecție specială avifaunistică — SPA) din Suedia întinsă pe o suprafață de 421,3 ha, integral pe uscat.

## Localizare
Centrul sitului Grossjöberget este situat la coordonatele 61°29′16″N 16°36′41″E / 61.4877°N 16.6115°E.

## Înființare
Situl Grossjöberget a fost declarat sit de importanță comunitară în ianuarie 1997 pentru a proteja 1 specie de plante și 4 specii de animale. Alte tipuri de protecție:
- arie de protecție specială avifaunistică (în iulie 2000)[2]
- arie specială de conservare (în martie 2011)[1][3][4]

## Biodiversitate
Situată în ecoregiunea boreală, aria protejată conține 6 habitate naturale: Pante stâncoase silicioase cu vegetație casmofită, Mlaștini împădurite, Mlaștini turboase de tranziție și turbării mișcătoare, Taiga vestică, Izvoare fino-scandinave și mlaștini produse de izvoare bogate în minerale, Păduri fino-scandinave bogate în ierburi cu Picea abies.
La baza desemnării sitului se află mai multe specii protejate:
- plante (1): Scapania massalongii
- păsări (4): ciocănitoare de munte (Picoides tridactylus), ciocănitoare verzuie (Picus canus), huhurezul mic (Strix uralensis),  cocoș de munte (Tetrao urogallus)